# Moyen breton
 (août 2012).
Si vous disposez d'ouvrages ou d'articles de référence ou si vous connaissez des sites web de qualité traitant du thème abordé ici, merci de compléter l'article en donnant les références utiles à sa vérifiabilité et en les liant à la section « Notes et références ».
Le moyen breton (krennvrezhoneg en breton moderne) est le nom que l'on donne à la langue brittonique parlé en Bretagne de la fin du XIe siècle à la première partie du XVIIe siècle. On place généralement la date de fin en 1659 lors de la sortie du dictionnaire du père Julien Maunoir. Il a été précédé par le vieux breton et suivi par le breton moderne.
Elle a fourni une littérature, une poésie, mais surtout un théâtre, d'inspiration religieuse.

## Chronologie du moyen breton
On distingues plusieurs périodes :
- 1100 - 1450 : pré moyen breton
- 1450 - 1600 : moyen breton classique
- 1600 - 1659 : moyen breton tardif

## Caractéristiques du moyen breton
Les emprunts au français deviennent très nombreux. Le français est alors la langue la plus influente de l’Europe et influence également l'anglais. D'une manière étonnante quand un mot breton ressemble à de l'anglais, il provient généralement du moyen français. Ex. : to strive; strivañ : s'efforcer de
- le -ff traduit un v nasalisé. Cependant, à la fin du moyen breton le v disparaîtra complètement, à l’exception du dialecte guérandais ou du Goélo (prononcé f),
- le son dh est marqué par z (menez, scoaz...),
- le son th est transcrit par z, tz ou zz (scuiz, bartz, hennez, harzaff),
- le son ts, qui vient la plupart du temps de nom français est transcrit par ç, cc, cz,
- le son [oe] évolue en oa (sauf en vannetais-guérandais et Haute-Cornouaille où il reste oe. Il reste oe également au Pays de galles),
- le son eu venant des débuts de l'ancien breton.

## XIIesiècle
- le -ong et le -ung deviennent -oe, ue
- alt, olt se vocalisent en aod ou aot (altin→aotenn (rasoir))
- les sons adr, odr, edr, dn voient leur d devenir zh transcrit en z. cadr→ cazr (beau) (à partir du XVIe siècle le z deviendra e.)

## XIIIesiècle
- le son tn devient tr dans le KLT et ten dans le vannetais-guérandais (parfois la transformation fut plus tardive, jusqu'au début du XVIIe siècle).
- le son kn devient kr dans le KLT et ken dans le vannetais-guérandais (parfois la transformation fut plus tardive, jusqu'au début du XVIIe siècle).
- la palatisation des consonnes k ou g devant des voyelles comme e ou i commence dans certains dialectes.

## XVIesiècle
- Le son thr est devenu er : cadr → cazr → caer (kaer) beau.
- le son th évolue en z en KLT mais évolue en c'h dans le vannetais-guérandais et en v dans la région de Peillac.

Il est vraisemblable que cette évolution commença dès le XVe siècle.
Crédin (commune du Morbihan) s'appelle Cherdin en 1116 ; Kerzin en 1427 mais Crehin en 1464 (actuellement cette commune est en pays gallo, mais à l'époque elle était bel et bien en pays bretonnant).
- l'article défini an évolue peu à peu en ar, al, an...

La première apparition notée de "er" pour "an" (ou "en") survient en 1406, en pays Vannetais.
À Nantes, en 1499, il est toujours prononcé "an" selon Arnold Von Harff (fait peu connu, Nantes a toujours connu en son sein une population bretonnante).
En 1738, selon Grégoire de Rostrenen, la prononciation "an" demeure au sud ouest du Léon et Quimper.

## Littérature du moyen breton
Elle utilise souvent des rimes internes en plus des rimes en finales. Exemple d'un texte copié par Ivonet Omnes vers 1350 :
- An guen heguen amlaouenas,
- An hegarat an lacat glas,
- Mar ham guorant va karantit,
- Da vout in nos o he kostit.
- Vam garet, nep pret.

Du fait de la complexité de ce système, les rimes internes tombent progressivement en désuétude.

### Prose
Les écrits en prose sont rares. On connaît :
- Buhez an itron sanctes cathell, est une traduction du latin. C'est un livre de 31 pages imprimé en 1576 au monastère Saint-François de Morlaix.
- le Dictionnaire et colloques françois et bretons, de Quiguer, imprimé en 1632, 1633, 1652, 1671.
- le Catholicon, dictionnaire trilingue imprimé en 1499 à Tréguier.

### Textes en vers

#### Poésie
- tremenuan an Ytron Guerches maria
- pemzec levenez maria
- Buhez mabden
- le mirouer de la mort (3 600 vers)
- an dialog etre arzur roe d'an bretounet ha guynglzaff, de 1450.
- Les Cantiques
  - nouelou ancien ha devot, de Tangi Gwegen, de 1650

#### Théâtre
Le théâtre a laissé plus d'ouvrages. C'est un théâtre au caractère médiéval, semblable aux « mystères » que l'on jouait en France. Dans sa thèse Le Théâtre breton, Anatole Le Braz soutient qu'il n'était qu'imitation des productions françaises voisines. Les progrès de la recherche lui ont donné tort.
Parmi les écrits connus :
- Les Amourettes du vieillard, comédie
- Le Mystère de sainte Barbe, tragédie. Ce mystère a été présenté de nombreuses fois partout en France ; par exemple il est annoncé à Lisieux en 1572. Il sera publié dans la Bibliothèque bleue, à Troyes, collection qui est un des premiers succès éditorial populaire. En Bretagne, il est encore imprimé en 1557 et 1578, ou joué à la fin de ce siècle au prieuré Léonard à Fresnay-sur-Sarthe en Maine (province)[1].
- An ene christen e bali an Ee, mystère de V. Roudaut
- Ar varn diwezhañ, mystère du XVIIIe siècle (5 647 vers)
- Dasorc'hidigezh Jezuz-Krist, mystère du XVIIIe siècle;
- Louis Eunius ou le purgatoire de saint Patrice, mystère du XVIIIe siècle;
- L'Ancien Mystère de saint Guénolé
- Le Grand Mystère de Jésus, publié par Hersart de la Villemarqué en 1865;
- Prise de Jérusalem, mystère
- La Vie de sainte nonne (2 804 vers)
- tragedien sant guillerm, du XVIIIe siècle ;

Par ailleurs, on trouve dans La Farce de Maître Pathelin, un dialogue en moyen-breton, lorsque le protagoniste parle plusieurs langues de sa famille pour montrer qu'il est sur le point de mourir et qu'il ne peut plus parler français.